# Friedrich Wilhelm Gutbrod
Friedrich „Fritz“ Wilhelm Gutbrod (* 1. November 1873 in Stuttgart; † 9. Februar 1950) war ein deutscher Ministerialbeamter.

## Biografie
Nach dem Studium trat Gutbrod 1903 als Maschinenbauingenieur in den Dienst der Königlichen Eisenbahndirektion Berlin. Nach seiner Beförderung zum Regierungsrat wurde er 1914 Mitarbeiter der Eisenbahnabteilung des Großen Hauptquartiers der Obersten Heeresleitung (OHL). 1917 erfolgte seine Ernennung zum Mitglied des Präsidiums der Eisenbahndirektion Köln und nach dem Ende des Ersten Weltkriegs 1919 zum Präsidenten der Eisenbahndirektion Kassel.
1920 wurde er zum Präsidenten des Reichsbahn-Zentralamts ernannt und übte diese Position bis zu seiner Berufung zum Ministerialdirektor im Reichsverkehrsministerium 1922 aus. 1921 wurde er zusammen mit Dr. Georg Bodenstein, dem Staatssekretär des Reichsverkehrsministeriums, Mitglied der Gesetzlosen Gesellschaft zu Berlin, eines Gesellschaftsclubs, dessen Mitglieder prominente Persönlichkeiten der geistigen, künstlerischen und militärischen Elite waren.
Im Oktober 1926 wurde er zum Staatssekretär im Reichsverkehrsministerium ernannt. In diesem Amt, das er bis 1932 innehatte, war er engster Mitarbeiter der Reichsverkehrsminister Rudolf Krohne, Wilhelm Koch (Politiker, 1877), Theodor von Guérard, Georg Schätzel, Adam Stegerwald und Gottfried Treviranus. 1932 folgte ihm Gustav Koenigs im Amt des Staatssekretärs nach.